# Équipe de Turquie de football au Championnat d'Europe 2024
Cet article relate le parcours de l'équipe de Turquie de football lors du Championnat d'Europe de football 2024 qui a lieu du 14 juin au 14 juillet 2024 en Allemagne.

## Qualifications
Dans la Ligue C de la Ligue des nations de l'UEFA 2022-2023, la Turquie a été placée dans le Groupe 1 avec le Luxembourg, les Îles Féroé et la Lituanie. Elle est promue en Ligue B après avoir enregistré 13 points en six matches. Leur succès en Ligue des nations leur a permis non seulement de se qualifier pour les barrages en cas d'échec de la qualification directe, mais aussi de bénéficier d'un tirage au sort plus facile dans le Groupe D avec la Croatie, le Pays de Galles, l'Arménie et la Lettonie. Elle s'est donc qualifiée directement le 16 octobre 2023 et a terminé 1re le 19 novembre 2023,,.
La Turquie a ensuite été placée dans le groupe F de l'Euro 2024 aux côtés du Portugal, de la Tchéquie et du vainqueur du barrage de la voie C, qui serait finalement la Géorgie.
| Rang | Équipe         | Pts | J | G | N | P | Bp | Bc | Diff |  | Résultats (▼ dom., ► ext.) |     |     |     |     |     |
| ---- | -------------- | --- | - | - | - | - | -- | -- | ---- |  | -------------------------- | --- | --- | --- | --- | --- |
| 1    | Turquie        | 17  | 8 | 5 | 2 | 1 | 14 | 7  | +7   |  | Turquie                    |     | 0-2 | 2-0 | 1-1 | 4-0 |
| 2    | Croatie        | 16  | 8 | 5 | 1 | 2 | 13 | 4  | +9   |  | Croatie                    | 0-1 |     | 1-1 | 1-0 | 5-0 |
| 3    | Pays de Galles | 12  | 8 | 3 | 3 | 2 | 10 | 10 | 0    |  | Pays de Galles             | 1-1 | 2-1 |     | 2-4 | 1-0 |
| 4    | Arménie        | 8   | 8 | 2 | 2 | 4 | 9  | 11 | -2   |  | Arménie                    | 1-2 | 0-1 | 1-1 |     | 2-1 |
| 5    | Lettonie       | 3   | 8 | 1 | 0 | 7 | 5  | 19 | -14  |  | Lettonie                   | 2-3 | 0-2 | 0-2 | 2-0 |     |

- Sélection directement qualifiée pour l'Euro 2024

## Matchs de préparation
| 22 mars 2024                      | Hongrie               | 1 - 0   | Turquie | Stade Ferenc-Puskás, Budapest                            |                                                          |
| 20h45 · Historique des rencontres | Szoboszlai 48e (pen.) | (0 - 0) |         | Spectateurs : 54 444 Arbitrage : Bartosz Frankowski (en) | Spectateurs : 54 444 Arbitrage : Bartosz Frankowski (en) |
| 20h45 · Historique des rencontres | Rapport               |         |         | Spectateurs : 54 444 Arbitrage : Bartosz Frankowski (en) | Spectateurs : 54 444 Arbitrage : Bartosz Frankowski (en) |

| 26 mars 2024                      | Autriche                                                                             | 6 - 1   | Turquie               | Stade Ernst-Happel, Vienne                      |                                                 |
| 20h45 · Historique des rencontres | Schlager 2e · Gregoritsch 44e 48e 59e (pen.) · Baumgartner 78e (pen.) · Entrup 90+5e | (2 - 1) | 25e (pen.) Çalhanoğlu | Spectateurs : 38 500 Arbitrage : Daniele Chiffi | Spectateurs : 38 500 Arbitrage : Daniele Chiffi |
| 20h45 · Historique des rencontres | Rapport                                                                              |         |                       | Spectateurs : 38 500 Arbitrage : Daniele Chiffi | Spectateurs : 38 500 Arbitrage : Daniele Chiffi |

| 4 juin 2024                       | Italie  | 0 - 0   | Turquie | Stade Renato-Dall'Ara, Bologne                      |                                                     |
| 21h00 · Historique des rencontres |         | (0 - 0) |         | Spectateurs : 25 012 Arbitrage : Sebastian Gishamer | Spectateurs : 25 012 Arbitrage : Sebastian Gishamer |
| 21h00 · Historique des rencontres | Rapport |         |         | Spectateurs : 25 012 Arbitrage : Sebastian Gishamer | Spectateurs : 25 012 Arbitrage : Sebastian Gishamer |

| 10 juin 2024                      | Pologne                      | 2 - 1   | Turquie    | Stade national de Varsovie, Varsovie          |                                               |
| 20h45 · Historique des rencontres | Świderski 12e · Zalewski 90e | (1 - 0) | 77e Yılmaz | Spectateurs : 48 000 Arbitrage : Balázs Berke | Spectateurs : 48 000 Arbitrage : Balázs Berke |
| 20h45 · Historique des rencontres | Rapport                      |         |            | Spectateurs : 48 000 Arbitrage : Balázs Berke | Spectateurs : 48 000 Arbitrage : Balázs Berke |

## Phase finale
Le camp de base de la Turquie se situe dans la ville de Barsinghausen, en Basse-Saxe.

### Effectif
Les âges et les sélections sont calculés au début de l'Euro 2024, le 14 juin 2024.
La Turquie annonce son équipe préliminaire de 35 joueurs le 24 mai 2024. Le 29 mai, l'équipe est réduite à 33 joueurs après que Bertuğ Yıldırım soit appelé dans l'équipe des moins de 21 ans et que Çağlar Söyüncü se retire en raison d'une blessure. Le 1er juin, Enes Ünal se retire également en raison d'une blessure. Le 5 juin, Ozan Kabak se retire de l'équipe préliminaire en raison d'une blessure au genou. Le 7 juin, l'équipe finale de 26 joueurs est annoncée. Abdülkadir Ömür, Cenk Özkacar, Berat Özdemir, Oğuz Aydın, Can Uzun et Doğan Alemdar sont exclus et Bertuğ Yıldırım est rappelé.

### Premier tour
| v · m | Équipe   | Pts | J | G | N | P | Bp | Bc | Diff |
| ----- | -------- | --- | - | - | - | - | -- | -- | ---- |
| 1     | Portugal | 6   | 3 | 2 | 0 | 1 | 5  | 3  | +2   |
| 2     | Turquie  | 6   | 3 | 2 | 0 | 1 | 5  | 5  | 0    |
| 3     | Géorgie  | 4   | 3 | 1 | 1 | 1 | 4  | 4  | 0    |
| 4     | Tchéquie | 1   | 3 | 0 | 1 | 2 | 3  | 5  | -2   |

#### Turquie - Géorgie
| Match 11                | Turquie                                            | 3 - 1   | Géorgie                         | BVB Stadion Dortmund, Dortmund                                                                    |                                                                                                   |
| 18 juin 2024 18h00 CEST | Müldür 25e · ( Ayhan) Güler 65e · Aktürkoğlu 90+7e | (1 - 1) | 32e Mikautadze ( Kochorashvili) | Spectateurs : 59 127 Arbitrage : Facundo Tello Arbitre vidéo : Alejandro Hernández Hernández (en) | Spectateurs : 59 127 Arbitrage : Facundo Tello Arbitre vidéo : Alejandro Hernández Hernández (en) |
| 18 juin 2024 18h00 CEST | Bardakcı 35e · Çalhanoğlu 89e                      | Rapport | 55e Kvirkvelia                  | Spectateurs : 59 127 Arbitrage : Facundo Tello Arbitre vidéo : Alejandro Hernández Hernández (en) | Spectateurs : 59 127 Arbitrage : Facundo Tello Arbitre vidéo : Alejandro Hernández Hernández (en) |

#### Turquie - Portugal
| Match 23                 | Turquie                                | 0 - 3   | Portugal                                                 | BVB Stadion Dortmund, Dortmund                                                |                                                                               |
| 22 juin 2024 18 h 0 CEST |                                        | (0 - 2) | 21e Silva · 28e (csc) Akaydin · 56e Fernandes ( Ronaldo) | Spectateurs : 61 047 Arbitrage : Felix Zwayer Arbitre vidéo : Bastian Dankert | Spectateurs : 61 047 Arbitrage : Felix Zwayer Arbitre vidéo : Bastian Dankert |
| 22 juin 2024 18 h 0 CEST | Bardakcı 25e · Akaydin 42e · Çelik 42e | Rapport | 39e Leão · 45e Palhinha                                  | Spectateurs : 61 047 Arbitrage : Felix Zwayer Arbitre vidéo : Bastian Dankert | Spectateurs : 61 047 Arbitrage : Felix Zwayer Arbitre vidéo : Bastian Dankert |

#### Tchéquie - Turquie
| Match 36                 | Tchéquie                                                                                       | 1 - 2   | Turquie | Volksparkstadion, Hambourg                                                        |                                                                                   |
| 26 juin 2024 21 h 0 CEST | Souček 66e                                                                                     | (0 - 0) | 51e Çalhanoğlu ( Yüksek) · 90+4e Tosun ( Kökçü)                                                                                                   | Spectateurs : 47 683 Arbitrage : István Kovács Arbitre vidéo : Tomasz Kwiatkowski | Spectateurs : 47 683 Arbitrage : István Kovács Arbitre vidéo : Tomasz Kwiatkowski |
| 26 juin 2024 21 h 0 CEST | Barák 11e, 20e · Schick 34e · Jaroš 84e · Červ 85e · Krejčí 90+1e · Chorý 90+8e · Souček 90+8e | Rapport | 31e Özcan · 37e Yıldız · 49e Yüksek · 64e Günok · 66e Çalhanoğlu · 68e Çakır · 80e Müldür · 85e Akaydin · 90+5e Ayhan · 90+5e Kökçü · 90+8e Güler | Spectateurs : 47 683 Arbitrage : István Kovács Arbitre vidéo : Tomasz Kwiatkowski | Spectateurs : 47 683 Arbitrage : István Kovács Arbitre vidéo : Tomasz Kwiatkowski |

### Huitième de finale
| Match 44                   | Autriche                  | 1 - 2   | Turquie                   | Stade de Leipzig, Leipzig                                                        |                                                                                  |
| 2 juillet 2024 21 h 0 CEST | ( Posch) Gregoritsch 66e  | (0 - 1) | 1re Demiral · 59e Demiral | Spectateurs : 38 305 Arbitrage : Artur Soares Dias Arbitre vidéo : Tiago Martins | Spectateurs : 38 305 Arbitrage : Artur Soares Dias Arbitre vidéo : Tiago Martins |
| 2 juillet 2024 21 h 0 CEST | Schmid 38e · Lienhart 52e | Rapport | 11e Kökçü · 42e Yüksek    | Spectateurs : 38 305 Arbitrage : Artur Soares Dias Arbitre vidéo : Tiago Martins | Spectateurs : 38 305 Arbitrage : Artur Soares Dias Arbitre vidéo : Tiago Martins |

### Quart de finale
| Match 47                   | Pays-Bas                                             | 2 - 1   | Turquie                      | Olympiastadion, Berlin                                                         |                                                                                |
| 6 juillet 2024 21 h 0 CEST | ( Depay) de Vrij 70e · ( Dumfries) Müldür 76e (csc)  | (0 - 1) | 35e Akaydin ( Güler)         | Spectateurs : 70 091 Arbitrage : Clément Turpin Arbitre vidéo : Jérôme Brisard | Spectateurs : 70 091 Arbitrage : Clément Turpin Arbitre vidéo : Jérôme Brisard |
| 6 juillet 2024 21 h 0 CEST | Simons 30e · Aké 54e · van Dijk 64e · Weghorst 90+6e | Rapport | 90+3e Tosun · 90+6e Yildirim | Spectateurs : 70 091 Arbitrage : Clément Turpin Arbitre vidéo : Jérôme Brisard | Spectateurs : 70 091 Arbitrage : Clément Turpin Arbitre vidéo : Jérôme Brisard |

## Statistiques

### Temps de jeu
| N°         | Joueurs             |          |          |          |          |          | TT       | But inscrit | Passe décisive | MJ       | MT       | Légende |
| ---------- | ------------------- | -------- | -------- | -------- | -------- | -------- | -------- | ----------- | -------------- | -------- | -------- | --- |
| Gardiens   | Gardiens            | Gardiens | Gardiens | Gardiens | Gardiens | Gardiens | Gardiens | Gardiens    | Gardiens       | Gardiens | Gardiens | Abréviations et symboles : TT : Total de minutes jouées MJ : Nombre de matchs joués MT : Matchs joués en tant que titulaire : but : passe décisive : joueur entré : joueur remplacé : capitaine : carton jaune : carton rouge |
| 1          | Mert Günok          | 90       | -        | -        | -        | -        | 90       | -           | -              | 1        | 1        | Abréviations et symboles : TT : Total de minutes jouées MJ : Nombre de matchs joués MT : Matchs joués en tant que titulaire : but : passe décisive : joueur entré : joueur remplacé : capitaine : carton jaune : carton rouge |
| 12         | Altay Bayındır      | -        | -        | -        | -        | -        | -        | -           | -              | -        | -        | Abréviations et symboles : TT : Total de minutes jouées MJ : Nombre de matchs joués MT : Matchs joués en tant que titulaire : but : passe décisive : joueur entré : joueur remplacé : capitaine : carton jaune : carton rouge |
| 23         | Uğurcan Çakır       | -        | -        | -        | -        | -        | -        | -           | -              | -        | -        | Abréviations et symboles : TT : Total de minutes jouées MJ : Nombre de matchs joués MT : Matchs joués en tant que titulaire : but : passe décisive : joueur entré : joueur remplacé : capitaine : carton jaune : carton rouge |
| Défenseurs |                     |          |          |          |          |          |          |             |                |          |          | Abréviations et symboles : TT : Total de minutes jouées MJ : Nombre de matchs joués MT : Matchs joués en tant que titulaire : but : passe décisive : joueur entré : joueur remplacé : capitaine : carton jaune : carton rouge |
| 2          | Zeki Çelik          | 85       | -        | -        | -        | -        | 12       | -           | -              | 1        | 0        | Abréviations et symboles : TT : Total de minutes jouées MJ : Nombre de matchs joués MT : Matchs joués en tant que titulaire : but : passe décisive : joueur entré : joueur remplacé : capitaine : carton jaune : carton rouge |
| 3          | Merih Demiral       | 79       | -        | -        | -        | -        | 18       | -           | -              | 1        | 0        | Abréviations et symboles : TT : Total de minutes jouées MJ : Nombre de matchs joués MT : Matchs joués en tant que titulaire : but : passe décisive : joueur entré : joueur remplacé : capitaine : carton jaune : carton rouge |
| 4          | Samet Akaydin       | 90       | -        | -        | -        | -        | 90       | -           | -              | 1        | 1        | Abréviations et symboles : TT : Total de minutes jouées MJ : Nombre de matchs joués MT : Matchs joués en tant que titulaire : but : passe décisive : joueur entré : joueur remplacé : capitaine : carton jaune : carton rouge |
| 13         | Ahmetcan Kaplan     | -        | -        | -        | -        | -        | -        | -           | -              | -        | -        | Abréviations et symboles : TT : Total de minutes jouées MJ : Nombre de matchs joués MT : Matchs joués en tant que titulaire : but : passe décisive : joueur entré : joueur remplacé : capitaine : carton jaune : carton rouge |
| 14         | Abdülkerim Bardakcı | 90       | -        | -        | -        | -        | 90       | -           | -              | 1        | 1        | Abréviations et symboles : TT : Total de minutes jouées MJ : Nombre de matchs joués MT : Matchs joués en tant que titulaire : but : passe décisive : joueur entré : joueur remplacé : capitaine : carton jaune : carton rouge |
| 18         | Mert Müldür         | 75       | -        | -        | -        | -        | 75       | 1           | -              | 1        | 1        | Abréviations et symboles : TT : Total de minutes jouées MJ : Nombre de matchs joués MT : Matchs joués en tant que titulaire : but : passe décisive : joueur entré : joueur remplacé : capitaine : carton jaune : carton rouge |
| 20         | Ferdi Kadıoğlu      | 90       | -        | -        | -        | -        | 90       | -           | -              | 1        | 1        | Abréviations et symboles : TT : Total de minutes jouées MJ : Nombre de matchs joués MT : Matchs joués en tant que titulaire : but : passe décisive : joueur entré : joueur remplacé : capitaine : carton jaune : carton rouge |
| 22         | Kaan Ayhan          | 79       | -        | -        | -        | -        | 79       | -           | 1              | 1        | 1        | Abréviations et symboles : TT : Total de minutes jouées MJ : Nombre de matchs joués MT : Matchs joués en tant que titulaire : but : passe décisive : joueur entré : joueur remplacé : capitaine : carton jaune : carton rouge |
| Milieux    |                     |          |          |          |          |          |          |             |                |          |          | Abréviations et symboles : TT : Total de minutes jouées MJ : Nombre de matchs joués MT : Matchs joués en tant que titulaire : but : passe décisive : joueur entré : joueur remplacé : capitaine : carton jaune : carton rouge |
| 5          | Okay Yokuşlu        | -        | -        | -        | -        | -        | -        | -           | -              | -        | -        | Abréviations et symboles : TT : Total de minutes jouées MJ : Nombre de matchs joués MT : Matchs joués en tant que titulaire : but : passe décisive : joueur entré : joueur remplacé : capitaine : carton jaune : carton rouge |
| 6          | Orkun Kökçü         | 90       | -        | -        | -        | -        | 90       | -           | -              | 1        | 1        | Abréviations et symboles : TT : Total de minutes jouées MJ : Nombre de matchs joués MT : Matchs joués en tant que titulaire : but : passe décisive : joueur entré : joueur remplacé : capitaine : carton jaune : carton rouge |
| 8          | Arda Güler          | 79       | -        | -        | -        | -        | 79       | 1           | -              | 1        | 1        | Abréviations et symboles : TT : Total de minutes jouées MJ : Nombre de matchs joués MT : Matchs joués en tant que titulaire : but : passe décisive : joueur entré : joueur remplacé : capitaine : carton jaune : carton rouge |
| 10         | Hakan Çalhanoğlu    | 90+2     | -        | -        | -        | -        | 92       | -           | -              | 1        | 1        | Abréviations et symboles : TT : Total de minutes jouées MJ : Nombre de matchs joués MT : Matchs joués en tant que titulaire : but : passe décisive : joueur entré : joueur remplacé : capitaine : carton jaune : carton rouge |
| 15         | Salih Özcan         | 90+2     | -        | -        | -        | -        | 5        | -           | -              | 1        | 0        | Abréviations et symboles : TT : Total de minutes jouées MJ : Nombre de matchs joués MT : Matchs joués en tant que titulaire : but : passe décisive : joueur entré : joueur remplacé : capitaine : carton jaune : carton rouge |
| 16         | İsmail Yüksek       | -        | -        | -        | -        | -        | -        | -           | -              | -        | -        | Abréviations et symboles : TT : Total de minutes jouées MJ : Nombre de matchs joués MT : Matchs joués en tant que titulaire : but : passe décisive : joueur entré : joueur remplacé : capitaine : carton jaune : carton rouge |
| Attaquants |                     |          |          |          |          |          |          |             |                |          |          | Abréviations et symboles : TT : Total de minutes jouées MJ : Nombre de matchs joués MT : Matchs joués en tant que titulaire : but : passe décisive : joueur entré : joueur remplacé : capitaine : carton jaune : carton rouge |
| 7          | Kerem Aktürkoğlu    | 85       | -        | -        | -        | -        | 12       | 1           | -              | 1        | 0        | Abréviations et symboles : TT : Total de minutes jouées MJ : Nombre de matchs joués MT : Matchs joués en tant que titulaire : but : passe décisive : joueur entré : joueur remplacé : capitaine : carton jaune : carton rouge |
| 9          | Cenk Tosun          | -        | -        | -        | -        | -        | -        | -           | -              | -        | -        | Abréviations et symboles : TT : Total de minutes jouées MJ : Nombre de matchs joués MT : Matchs joués en tant que titulaire : but : passe décisive : joueur entré : joueur remplacé : capitaine : carton jaune : carton rouge |
| 11         | Yusuf Yazıcı        | 79       | -        | -        | -        | -        | 18       | -           | -              | 1        | 0        | Abréviations et symboles : TT : Total de minutes jouées MJ : Nombre de matchs joués MT : Matchs joués en tant que titulaire : but : passe décisive : joueur entré : joueur remplacé : capitaine : carton jaune : carton rouge |
| 17         | İrfan Can Kahveci   | -        | -        | -        | -        | -        | -        | -           | -              | -        | -        | Abréviations et symboles : TT : Total de minutes jouées MJ : Nombre de matchs joués MT : Matchs joués en tant que titulaire : but : passe décisive : joueur entré : joueur remplacé : capitaine : carton jaune : carton rouge |
| 19         | Kenan Yıldız        | 85       | -        | -        | -        | -        | 85       | -           | -              | 1        | 1        | Abréviations et symboles : TT : Total de minutes jouées MJ : Nombre de matchs joués MT : Matchs joués en tant que titulaire : but : passe décisive : joueur entré : joueur remplacé : capitaine : carton jaune : carton rouge |
| 21         | Barış Alper Yılmaz  | 90       | -        | -        | -        | -        | 90       | -           | -              | 1        | 1        | Abréviations et symboles : TT : Total de minutes jouées MJ : Nombre de matchs joués MT : Matchs joués en tant que titulaire : but : passe décisive : joueur entré : joueur remplacé : capitaine : carton jaune : carton rouge |
| 24         | Semih Kılıçsoy      | -        | -        | -        | -        | -        | -        | -           | -              | -        | -        | Abréviations et symboles : TT : Total de minutes jouées MJ : Nombre de matchs joués MT : Matchs joués en tant que titulaire : but : passe décisive : joueur entré : joueur remplacé : capitaine : carton jaune : carton rouge |
| 25         | Yunus Akgün         | -        | -        | -        | -        | -        | -        | -           | -              | -        | -        | Abréviations et symboles : TT : Total de minutes jouées MJ : Nombre de matchs joués MT : Matchs joués en tant que titulaire : but : passe décisive : joueur entré : joueur remplacé : capitaine : carton jaune : carton rouge |
| 26         | Bertuğ Yildirim     | -        | -        | -        | -        | -        | -        | -           | -              | -        | -        | Abréviations et symboles : TT : Total de minutes jouées MJ : Nombre de matchs joués MT : Matchs joués en tant que titulaire : but : passe décisive : joueur entré : joueur remplacé : capitaine : carton jaune : carton rouge |

| Buts | Joueurs | Adversaires |
| ---- | ------- | ----------- |
|      |         |             |

| Passes | Joueurs | Adversaires |
| ------ | ------- | ----------- |
|        |         |             |